# Љубица Одаџић
Љубица Одаџић (Кумане, код Великог Бечкерека, 12. октобар 1913 — Панчево, 10. март 1942) била је учесница Народноослободилачке борбе и народни херој Југославије.

## Биографија
Рођена је 12. октобра 1913. године у банатском селу Куману, код Великог Бечкерека. Потицала је из сиромашне земљорадничке породице. Њени родитељи нису имали средстава да је школују, па је завршила само основну школу. Живела је у селу бавећи се кућним и пољским пословима, а када је напунила 21 годину одлучила је да оде са села и потражи посао у граду. Године 1935. дошла је у Београд, где је прво време радила као кућна помоћница. Потом је преко своје другарице Невенке Петровић успела да се запосли у текстилној фабрици Владе Илића, на Карабурми. Радећи и дружећи са текстилним радницима на Карабурми приближила се револуционарном радничком покрету. Прва сазнања о борби радничке класе, Љубица је добила још у свом родном селу Куману, где је живело неколико учесника Октобарске револуције. Од њих, а посебно од Љубомира Чолића слушала је приче о револуцији у Русији, о Лењину, о томе како „радници и сељаци у Русији немају господаре над собом“ и др. У њеном родном селу је још 1919. године била организована партијска организација Комунистичке партије Југославије (КПЈ).

### Револуционарни рад
Заједно са својим колегама текстилним радницима Љубица је учествовала у штрајковима и другим акцијама за већа радничка права. Своје слободно време посветила је борби за права жена – за боље услове рада жена, за њихову равноправност са мушкарцима, за њихово културно уздизање и др. Често је одлазила у своје родно место, где је такође политички деловала међу женама, а посебно међу женском омладином. Њен рад на борби за еманципацију жена, као из већа радничка права није остао непримећен од стране полиције. Више пута је била хапшена и саслушавана у Управи града Београда познатој „Главњачи“. Пред иследницима се увек добро држала и никада није ништа желела да призна, чиме је неколико пута избеглада буде осуђена. Године 1937. је због политичке активности у фабрици била ухапшена и протерана у родно место, али се убрзо поново вратила у Београд. По повратку је поново наставила са политичким радом. Пошто је у фабрици продавала радничку штампу, уз њу је радницима делила партијске летке и други пропагандни материјал. Ове материјале добијала је од своје другарице Невенке Петровић, која је радила у техници Месног комитета КПЈ за Београд.
Због своје изражене политичке активности, Љубица је 1938. године била примљена у чланство Комунистичке партије Југославије. Радила је у истој партијској ћелији са познатом текстилном радницом Лепосавом Лепом Стаменковић. Децембра 1940. учествовала је у штрајку око 1.000 радника текстилне индустрије у Београду, а била је и изабрана за члана Штрајкачког одбора, због чега је после окончања штрајка била отпуштена са посла.

### Ослободилачка борба
После окупације Краљевине Југославије, априла 1941. године по партијском задатку је напустила окупирани Београд и отишла у родно место, где се укључила у рад тамошње партијске организације. Био јој је поверен рад са женама, а пре свега омладинкама. Радила је на окупљању девојака, њиховом организовању у васпитне групе и укључивању у Савез комунистичке омладине Југославије (СКОЈ). У веома кратком периоду, током маја и јуна, успела је да у СКОЈ укључи 61 нову чланицу. Пошто су у Куману постојала веома велика партијска и скојевска организација, која је била подељена на неколико рејона, било је одлучено да се формира посебан „женски комитет“, који је бројао преко 250 омладинки. Радом овог комитета руководила је Љубица.
Крајем јуна, 1941. године Љубица је била укључена у чланство Месног комитета КПЈ за Кумане, а убрзо потом и у чланство Среског комитета КПЈ за Новобечејски срез. Пошто је била задужена за рад међу женама, активно је радила на организовању болничких курсева и упућивању омладинки у тада прве формиране ударне групе и десетине. После напада Немачке на Совјетски Савез, 22. јуна и почетка масовног хапшења комуниста, Љубица је прешла у илегалност. У току лета заједно са другим друговима, активно је радила на припремама и организовању партизанског одреда. Такође радила је и на прикупљању неопходних средстава – хране, одеће, обуће и др, како за илегалне партијске раднике, тако и за прве борце Кумановачког партизанског одреда, који је у току јула бројао 24 људи. С обзиром да је и оближње село Меленци, услед дуге револуционарне традиције његових мештана, било опредељено за НОП тамо је био формиран Меленачки партизански одред. Директивом виших руковoдства НОП-а одлучено је да се изврши сапајање Куманaчког и Меленачког одреда у један Куманачко-меленачки партизански одред. И поред веома лоших услова за партизанског ратовање, услед равничарског терена, овај одред је током лета извршио неколико успешних акција. Преко дана одред је боравио сакривен у кукурузним пољима, која су услед недостатка шума служила као једини сигурни заклон, а ноћу је одлазио у акцију.
После окупаторског чишћења терена, одред није успео да пређе у Срем, па је у октобру 1941. донета одлука о стварању земуница тзв „беза за зимски боравак“, где би борци били сакривени услед упада окупатора у село. Љубица је била један од главних орагнизатора акције за прихват бораца и прављење база у Куману. У овоја акцији помагале су јој Добринка и Милена Станчић, као и Барбара Боришка Селеши. За веома кратко време у Куману је направљено више од 90 база, од којих је 30 било за прихват бораца. У децембру 1941. године у Кумане је дошао Жарко Зрењанин, секретар Покрајинског комитета КПЈ за Војводину и један од организатора устанка у Војводини. Он је извршио реорганизацију партијских и војних руководстава, па је Љубица тада примила нове дужности. Постала је члан Окружног комитета СКОЈ-а и члан Окружног комитета КПЈ за северни Банат.
Услед веома оштре зиме крајем 1941. и почетком 1942. године, одред је био базиран у Куману и Меленцима, а окупатор је за ово био обавештен уз помоћ своје обавештајне мреже. Полицијски агенти више пута нису успели да открију базе у селу, па је ову дужност на себе преузео злогласни Јурај Шпилер, командант јавне безбедности за Банат. Он је село опколио са јаким снагама и извршио блокаду, која је трајала од 13. до 25. фебруара 1942. године. У току ове веома опсежне акције у Куману су откривене укупно 32 базе. На лицу места је убијено 18 људи, а ухапшено је око 200 људи, од којих је касније око 100 стрељано. Међу ухапшенима била је већина куманских партизана, затим партијских и скојевских активиста, сарадника НОП-а и др. Пошто се слична ситуација десила у блокади села Меленаца, ово је био велики ударац за Народноослободилачки покрет у овом делу Баната.
Приликом претреса куће Љубинке Петровић, 20. фебруара откривена је база у којој су се налазили Љубица и инжењер Иван Кнежевић Цото (1910—1942) из Загреба. Цото је био дугогодишњи члан КПЈ, пре рата је због револуционарног рада био осуђен на пет година затвора, а августа 1941. је био учесник познатог бега затвореника-комуниста из затвора у Сремској Митровици. Потом се из Срема пребацио у Баната, где је у Кумановско-меленачком одреду био диверзантски инструктор. Нашавши се у безизлазној ситуацији, Љубица и Цото су се договорили изврше самоубиство. Цото је успео у овој намери, а у Љубицином пиштољу се метак заглавио и она је била ухапшена.
Поред Цота и Љубице, међу страдалим и ухапшеним партизанима у Куману су били и други организатори НОП-а – Жарко Миланков, политички комесар одреда је приликом отривања његове базе пружио отпор и успео да побегне, али пошто је био рањен да га не би ухапсили извршио је самоубиство; Макса Ковачев, секретар ОК КПЈ, такође је приликом откривања његове базе извршио самоубиство; Барбара Боришка Селешки, једна од Љубициних главних сарадница, такође је била откривена и ухапшена и др. Пошто је већи део водећих руковдилаца НОП-а у Куману, приликом блокаде извршио самоубиство или био убијен, Љубица је била једна од ретких ухапшених. То јој је била отежавајућа околност, па су фашистички агенти одмах по хапшењу отпочели да је муче са намером да изда своје сараднике и открије нове базе. Страшна мучења су настављена у затвору у Бечекреку, где су јој фашисти током ислеђивања закивали потковице на ноге. Иако крхког здравља Љубица је издржала сва мучења и никога није одала. На њену срећу, мучења нису трајала дуго јер је 10. марта 1942. године била стрељана у Панчеву, заједно са још 50 родољуба, међу којима је било 37 Куманчана.
Указом председника Федеративне Народне Републике Југославије Јосипа Броза Тита 26. септембра 1953. проглашена је за народног хероја.
Име Љубице Одаџић данас носи главна улица у њеном родном селу Куману, а улице са њеним именом такође постоје и у Зрењанину и Сомбору. Септембра 1954. године на Тргу ослобођења у Куману јој је подигнута спомен-биста.